# Mega Man 7
Mega Man 7, conosciuto in Giappone come Rockman 7 (ロックマン7 宿命の対決!?, Rokkuman 7: Shukumei no Taiketsu!) è un videogioco pubblicato dalla Capcom per Super Nintendo ed è il settimo capitolo della serie di videogiochi Mega Man, primo ed unico titolo di Mega Man per console a 16-bit. Il videogioco fu pubblicato in Giappone il 24 marzo 1995 e nello stesso anno in America ed Europa. Mega Man 7 fu reso disponibile anche per PlayStation 2, Nintendo GameCube e Xbox come parte della raccolta Mega Man Anniversary Collection.
Ambientato direttamente dopo gli eventi di Mega Man 6, la trama ruota intorno al protagonista Mega Man, ed il suo ennesimo tentativo di fermare il malvagio dr. Wily, che sta usando una nuova serie di robot maste per essere liberato dalla prigionia e tornare a spargere il terrore nel mondo. Aiutato dai suoi fedeli amici, Mega Man trova potenziali alleati in un paio di misteriosi robot, Bass e Treble. In termini di gameplay, Mega Man 7 segue il solito classico schema dei videogiochi di azione e di piattaforme introdotti dai videogiochi 8-bit per NES, ma aggiornati con grafica e sonoro dei sistemi maggiormente avanzati del SNES. Nel 2014 è stata resa possibile la distribuzione digitale del gioco tramite il Virtual Console del Wii U. 